# グルナラ・ガルキナ
グルナラ・ガルキナ（タタール語: Гөлнара Искәндәр кызы Самитова-Галкина、英語: Gulnara Iskanderovna Galkina、ロシア語: Гульнара Искандеровна Самитова-Галкина、1978年7月9日 - ）はロシアの陸上競技選手、専門は3000mSCを主とする中・長距離走。北京オリンピック女子3000mSC金メダリスト、女子3000mSC元世界記録保持者。ロシア室内選手権2003年3000mSC、2004年1500mおよび3000m優勝者。またロシア選手権5000mを2度制した。タタールとロシアの混血であり、旧姓はサミトワ（Samitova）でグルナラ・サミトワ＝ガルキナ（Gulnara Samitova-Galkina）とも名乗っていた。 身長168cm、体重54kg。タタールスタン共和国ナーベレジヌイェ・チェルヌイ出身。

## 来歴
2004年3月ブダペストで開催された世界室内陸上競技選手権大会1500mで3位に入った。7月4日、ギリシャ・イラクリオンで開催された競技会3000mSCにおいて、9分01秒59の世界新記録を樹立した。8月アテネオリンピック5000mでは15分02秒30の記録で6位に入った。
2008年8月17日北京オリンピック3000mSCでは、女子としては史上初めて9分を切る8分58秒81の記録で、自身の世界記録を更新し優勝。金メダルを獲得した。22日、5000mでは12位となった。
2009年6月ソチで開催されたロシアチーム選手権の800mと1500mで優勝、800mでは2分00秒29の自己ベストを記録した。
その他、2003年、2004年および2008年の女子3000mSC世界ランキング1位となった。また世界陸上競技選手権大会では大阪大会3000mSC7位、ベルリン大会3000mSC4位の成績を残した。連覇を目指した2012年ロンドンオリンピックでは決勝を途中棄権してしまった。

## 主な戦績
| 年度 | 大会名                     | 開催地     | 順位     | 種目    |
| ---- | -------------------------- | ---------- | -------- | ------- |
| 2003 | 世界陸上競技選手権大会     | パリ       | 7位      | 5000m   |
| 2004 | 世界室内陸上競技選手権大会 | ブダペスト | 3位      | 1500m   |
| 2004 | オリンピック               | アテネ     | 6位      | 5000m   |
| 2007 | 世界陸上競技選手権大会     | 大阪       | 7位      | 3000mSC |
| 2008 | オリンピック               | 北京       | 優勝     | 3000mSC |
| 2008 | オリンピック               | 北京       | 12位     | 5000m   |
| 2009 | 世界陸上競技選手権大会     | ベルリン   | 4位      | 3000mSC |
| 2012 | オリンピック               | ロンドン   | 途中棄権 | 3000mSC |

## 記録
- 800m - 2分00秒29（2009年）
- 1500m - 4分01秒29（2004年）
- 1マイル - 4分20秒23（2007年）
- 3000m - 8分42秒96（2008年）
- 3000mSC - 8分58秒81（2008年）世界歴代4位
- 5000m - 14分33秒13（2008年）